# Klisa (Lipik)
Klisa je naselje u Republici Hrvatskoj u Požeško-slavonskoj županiji, u sastavu grada Lipika.

## Zemljopis
Klisa se nalaze sjeverozapadno od Lipika i zapadno od Pakraca, susjedna naselja su Dobrovac na jugu te Prekopakra na sjeveru.

## Stanovništvo
Prema popisu stanovništva iz 2011. godine Klisa je imala 73 stanovnika.
| broj stanovnika | 116   | 191   | 196   | 220   | 269   | 269   | 259   | 292   | 246   | 230   | 213   | 206   | 160   | 139   | 57    | 73    | 81    |
|                 | 1857. | 1869. | 1880. | 1890. | 1900. | 1910. | 1921. | 1931. | 1948. | 1953. | 1961. | 1971. | 1981. | 1991. | 2001. | 2011. | 2021. |